# Список старших майорів державної безпеки
Список старших майорів державної безпеки
Наказом НКВС № 794 від 29 листопада 1935 року 42 чекістам було присвоєно звання старшого майора державної безпеки. У грудні 1935 року окремими наказами звання старшого майора ДБ було присвоєно ще 5 співробітникам НКВС.
- 29.11.1935 — Абугов Ошер Осипович (1899—1938), начальник УНКВС Кіровського краю
- 29.11.1935 — Александровський Михайло Костянтинович (1898—1937), начальник особливого відділу УДБ НКВС УРСР
- 29.11.1935 — Алексєєв Микола Миколайович (1893—1937), помічник начальника ГУЛАГ НКВС СРСР
- 29.11.1935 — Андрєєв Михайло Львович (1903—1988), заступник начальника УНКВС Воронезької області
- 29.11.1935 — Аустрін Рудольф Іванович (1891—1937), начальник УНКВС Північного краю
- 29.11.1935 — Берман Борис Давидович (1901—1939), 1-й заступник начальника іноземного відділу ГУДБ НКВС СРСР[2]
- 29.11.1935 — Блат Йосип Михайлович (1894—1937), начальник УНКВС Західної області
- 29.11.1935 — Буланов Павло Петрович (1895—1938), секретар НКВС СРСР
- 29.11.1935 — Вейншток Яків Маркович (1899—1939), начальник відділу кадрів НКВС СРСР
- 29.11.1935 — Волович Захар Ілліч (1900—1937), заступник начальника оперативного відділу ГУДБ НКВС СРСР
- 29.11.1935 — Гарін Володимир Миколайович (1896—1940), начальник УНКВС Татарської АРСР
- 29.11.1935 — Генкін Яків Михайлович (1888—1970), начальник обліково-статистичного відділу ГУДБ НКВС СРСР
- 29.11.1935 — Горб Мойсей Савелійович (1894—1937), заступник начальника особливого відділу ГУДБ НКВС СРСР
- 29.11.1935 — Горожанин Валерій Михайлович (1889—1938), заступник начальника іноземного відділу ГУДБ НКВС СРСР
- 29.11.1935 — Гулько Борис Якович (1897—1939), заступник начальника оперативного відділу ГУДБ НКВС СРСР
- 29.11.1935 — Дмитрієв Дмитро Матвійович (1901—1939), заступник начальника економічного відділу ГУДБ НКВС СРСР[3]
- 29.11.1935 — Добродицький Микола Іванович (1899—1939), заступник начальника особливого відділу ГУДБ НКВС СРСР
- 29.11.1935 — Домбровський В'ячеслав Ромуальдович (1895—1937), начальник УНКВС Курської області
- 29.11.1935 — Дукельський Семен Семенович (1892—1960), начальник УНКВС Воронезької області
- 29.11.1935 — Загвоздін Микола Андрійович (1898—1940), нарком внутрішніх справ Узбецької РСР
- 29.11.1935 — Залпетер Анс Карлович (1899—1939), заступник начальника УНКВС Західно-Сибірського краю
- 29.11.1935 — Іванов Василь Тимофійович (1894—1938), начальник УНКВС Донецької області[2]
- 29.11.1935 — Курський Володимир Михайлович (1897—1937), заступник начальника УНКВС Північно-Кавказького краю[3]
- 29.11.1935 — Леонюк Фома Якимович (1892—1967), начальник УНКВС Куйбишевської області[4]
- 29.11.1935 — Лордкіпанідзе Тите Іларіонович (1896—1937), начальник УНКВС Кримської АРСР
- 29.11.1935 — Мінаєв-Цикановський Олександр Матвійович (1888—1939), начальник УНКВС Челябінської області[2]
- 29.11.1935 — Миронов Сергій Наумович (1894—1940), начальник УНКВС Дніпропетровської області[2]
- 29.11.1935 — Островський Йосип Маркович (1895—1937), начальник Адміністративно-господарського управління НКВС СРСР
- 29.11.1935 — Павлов Карпо Олександрович (1895—1957), начальник УНКВС Красноярського краю[5]
- 29.11.1935 — Попашенко Іван Петрович (1898—1940), заступник начальника УНКВС Азово-Чорноморського краю
- 29.11.1935 — Радзивиловський Олександр Павлович (1904—1940), заступник начальника УНКВС Московської області
- 29.11.1935 — Райський Наум Маркович (1895—1937), начальник УНКВС Оренбурзької області
- 29.11.1935 — Розанов Олександр Борисович (1896—1937), начальник УНКВС Одеської області
- 29.11.1935 — Рутковський Анатолій Федорович (1894—1943), в діючому резерві відділу кадрів НКВС СРСР
- 29.11.1935 — Салинь Едуард Петрович (1894—1938), начальник УНКВС Омської області
- 29.11.1935 — Серебрянський Яків Ісаакович (1892—1956), керівник групи іноземного відділу ГУДБ НКВС СРСР[6]
- 29.11.1935 — Степанов Михайло Архипович (1900—1940), заступник начальника УНКВС Грузинської РСР
- 29.11.1935 — Тимофєєв Михайло Михайлович (1896—1977), начальник УНКВС Чернігівської області[4]
- 29.11.1935 — Успенський Олександр Іванович (1902—1940), заступник коменданта Московського Кремля по внутрішній охороні[7]
- 29.11.1935 — Фельдман Володимир Дмитрович (1893—1938), особливоуповноважений НКВС СРСР
- 29.11.1935 — Фірін Семен Григорович (1898—1937), заступник начальника ГУЛАГ, начальник Дмитровського ВТТ НКВС СРСР
- 29.11.1935 — Шаров Микола Давидович (1897—1939), начальник УНКВС Київської області
- 04.12.1935 — Звєрєв Юліан Львович (1895—1938), нарком внутрішніх справ Туркменської РСР
- 04.12.1935 — Коган Лазар Йосипович (1889—1939), начальник будівництва каналу Москва — Волга
- 04.12.1935 — Нодєв Освальд Янович (1896—1938), заступник начальника УНКВС Азербайджанської РСР
- 26.12.1935 — Арнольдов Арнольд Аркадійович (1893—1938), помічник начальника УНКВС Московської області
- 30.12.1935 — Барминський Сергій Арсентійович (1900—1938), заступник начальника УНКВС Далекосхідного краю
- 13.01.1936 — Рапава Авксентій Нарикієвич (1899—1955), начальник транспортного відділу УДБ НКВС ЗРФСР[8]
- 19.07.1936 — Апетер Іван Андрійович (1890—1938), начальник санаторно-курортного відділу Адміністративно-господарського управління НКВС СРСР
- 19.07.1936 — Мороз Яків Мойсейович (1898—1940), начальник Ухто-Іжемського ВТТ НКВС СРСР
- 07.10.1936 — Гендін Семен Григорович (1902—1939), начальник УНКВС Західної області
- 20.12.1936 — Глинський Станіслав Мартинович (1894—1937), резидент іноземного відділу ГУДБ НКВС в Парижі
- 20.12.1936 — Гордон Борис Мойсейович (1896—1937), резидент іноземного відділу ГУДБ НКВС в Берліні
- 20.12.1936 — Кривець Юхим Хомич (1897—1940), начальник УНКВС Чернігівської області
- 20.12.1936 — Мугдусі Хачик Хлгатович (1898—1938), начальник УНКВС Вірменської РСР
- 20.12.1936 — Пряхін Олександр Андрійович (1899—1938), начальник УНКВС Уссурійської області
- 20.12.1936 — Соколинський Давид Мойсейович (1902—1940), начальник УНКВС Дніпропетровської області
- 22.12.1936 — Литвин Михайло Йосипович (1892—1938), начальник відділу кадрів НКВС СРСР[7]
- 19.01.1937 — Волков Михайло Олександрович (1900—1939), помічник начальника УНКВС Ленінградської області
- 19.01.1937 — Шапіро-Дайховський Натан Євнович (1901—1938), помічник начальника УНКВС Ленінградської області
- 20.01.1937 — Ємець Микола Васильович (1898—1939), начальник УНКВС Курської області
- 10.02.1937 — Жуковський Семен Борисович (1896—1940), начальник АХУ НКВС СРСР
- 10.04.1937 — Лупекін Герман Антонович (1901—1940), начальник УНКВС Східно-Сибірського краю
- 10.04.1937 — Раєв Михайло Григорович (1894—1939), начальник УНКВС Сталінградської області
- 13.06.1937 — Цесарський Володимир Юхимович (1895—1940), начальник 8 відділу ГУДБ НКВС СРСР
- 22.08.1937 — Горбач Григорій Федорович (1898—1939), начальник УНКВС Західно-Сибірського краю
- 26.09.1937 — Рогов Федір Васильович (1900—1938), комендант Московського Кремля
- 29.09.1937 — Рижов Михайло Іванович (1889—1939), заступник наркома внутрішніх справ СРСР
- 05.11.1937 — Шапіро Ісаак Ілліч (1895—1940), начальник 9 спеціального відділу ГУДБ і начальник секретаріату НКВС СРСР
- 09.01.1938 — Малишев Борис Олександрович (1895—1941), заступник начальника 1 відділу ГУДБ НКВС СРСР
- 22.03.1938 — Пассов Зальман Ісаєвич (1905—1940), заступник начальника 3 відділу ГУДБ НКВС СРСР
- 26.04.1938 — Власик Микола Сидорович (1896—1967), начальник відділення 1 відділу ГУДБ НКВС СРСР[7]
- 11.09.1938 — Кобулов Богдан Захарович (1904—1953), заступник наркома внутрішніх справ Грузинської РСР[7]
- 28.12.1938 — Саджая Олексій Миколайович (1898—1942), нарком внутрішніх справ Узбецької РСР[8]
- 28.12.1938 — Цанава Лаврентій Фомич (1900—1955), нарком внутрішніх справ Білоруської РСР[8]
- 28.12.1938 — Шарія Петро Опанасович (1902—1983), начальник секретаріату НКВС СРСР[9]
- 29.12.1938 — Мільштейн Соломон Рафаїлович (1899—1955), заступник начальника слідчої частини НКВС СРСР[8]
- 03.01.1939 — Журавльов Віктор Павлович (1902—1946), начальник УНКВС Куйбишевської області
- 03.01.1939 — Мамулов Степан Соломонович (1902—1976), 1-й заступник начальника секретаріату НКВС СРСР[9]
- 28.01.1939 — Бочков Віктор Михайлович (1900—1981), начальник 4 відділу ГУДБ НКВС СРСР[8]
- 05.03.1939 — Єгоров Сергій Єгорович (1905—1959), заступник начальника ГУЛАГ НКВС СРСР[4]
- 25.03.1939 — Ємельянов Степан Федорович (1902—1988), нарком внутрішніх справ Азербайджанської РСР[4]
- 27.03.1939 — Гвішиані Михайло Максимович (1905—1966), начальник УНКВС Приморського краю[9]
- 13.04.1939 — Родованський Яків Федорович (1894—1954), 1-й заступник начальника Управління робітничо-селянської міліції УНКВС м Москви[4]
- 30.04.1939 — Панюшкін Олександр Семенович (1905—1974), начальник 3 спеціального відділу НКВС СРСР[10]
- 30.04.1939 — Сєров Іван Олександрович (1905—1990), начальник Головного управління робітничо-селянської міліції НКВС СРСР[11]
- 30.04.1939 — Церетелі Шалва Отарович (1894—1955), 1-й заступник начальника 3 спеціального відділу НКВС СРСР[9]
- 13.06.1939 — Кубаткін Петро Миколайович (1907—1950), начальник УНКВС Московської області[9]
- 02.11.1939 — Купрін Павло Тихонович (1908—1942), начальник УНКВС Хабаровського краю[12]
- 14.03.1940 — Абакумов Віктор Семенович (1908—1954), начальник УНКВС Ростовської області[12]
- 14.03.1940 — Андрєєв Григорій Петрович (1908—1981), заступник начальника Головного економічного управління НКВС СРСР[13]
- 14.03.1940 — Борщев Тимофій Михайлович (1901—1956), нарком внутрішніх справ Туркменської РСР[9]
- 14.03.1940 — Бурдаков Семен Миколайович (1901—1978), нарком внутрішніх справ Казахської РСР[4]
- 14.03.1940 — Горлінський Микола Дмитрович (1907—1965), 2-й заступник наркома внутрішніх справ Української РСР[4]
- 14.03.1940 — Гульст Веніамін Наумович (1900—1972), заступник начальника 1 відділу ГУДБ НКВС СРСР[4]
- 14.03.1940 — Зоделава Андрій Семенович (1905—1942), нарком внутрішніх справ Північно-Осетинської АРСР
- 14.03.1940 — Корнієнко Трохим Миколайович (1906—1971), начальник 3-го відділу ГУДБ НКВС СРСР[13]
- 14.03.1940 — Лапшин Євген Петрович (1900—1956), начальник 2-го спеціального відділу НКВС СРСР[4]
- 14.03.1940 — Насєдкін Віктор Григорович (1905—1950), заступник начальника Головного економічного управління НКВС СРСР[4]
- 14.03.1940 — Сергієнко Василь Тимофійович (1903—1982), заступник наркома внутрішніх справ Української РСР[12]
- 14.03.1940 — Синєгубов Микола Іванович (1895—1971), начальник слідчої частини та заступник начальника Головного транспортного управління НКВС СРСР[4]
- 14.03.1940 — Стефанов Олексій Георгійович (1902—1967), особливоуповноважений НКВС СРСР[4]
- 14.03.1940 — Фітін Павло Михайлович (1907—1971), начальник 5-го відділу ГУГБ НКВС СРСР[9]
- 14.03.1940 — Шадрін Дмитро Миколайович (1906—1994), начальник 3-го спеціального відділу НКВС СРСР[4]
- 22.03.1940 — Рум'янцев Василь Іванович (1896—1960), начальник 1-го відділення 1-го відділу ГУДБ НКВС СРСР[9]
- 07.04.1940 — Лагунов Микола Михайлович (1905—1978), заступник начальника УНКВС Ленінградської області[13]
- 07.04.1940 — Огольцов Сергій Іванович (1900—1977), начальник УНКВС м Ленінграда[9]
- 14.04.1940 — Егнаташвілі Олександр Якович (1887—1948), заступник начальника 1-го відділу ГУДБ НКВС СРСР по госпчастині[4]
- 14.04.1940 — Капанадзе Андрій Павлович (1907—1983), заступник начальника 1-го відділу ГУДБ НКВС СРСР[4]
- 22.04.1940 — Лєпилов Олександр Павлович (1895—1953), заступник начальника ГУЛАГ НКВС СРСР[14]
- 11.09.1940 — Жук Сергій Якович (1892—1957) 1-й заступник начальника Главгідробуду НКВС СРСР[14]
- 11.09.1940 — Рапопорт Яків Давидович (1898—1962), начальник Управління Волзького ВТТ НКВС СРСР[14]
- 22.10.1940 — Бабкін Олексій Микитович (1906—1950), нарком внутрішніх справ Казахської РСР[9]
- 02.01.1941 — Гузявічюс Олександр Августович (1908—1969), нарком внутрішніх справ Литовської РСР[4]
- 02.01.1941 — Кумм Борис Гансович (1897—1958), нарком внутрішніх справ Естонської РСР[4]
- 02.01.1941 — Новик Альфонс Андрійович (1908—1996), нарком внутрішніх справ Латвійської РСР[4]
- 15.02.1941 — Бєлянов Олександр Михайлович (1903—1994), начальник 3-го відділу НКВС СРСР[12]
- 01.03.1941 — Журавльов Михайло Іванович (1911—1976), начальник УНКВС Московської області[9]
- 06.03.1941 — Гладков Петро Андрійович (1902—1984), нарком державної безпеки Литовської РСР[4]
- 06.03.1941 — Мешик Павло Якович (1910—1953), нарком державної безпеки Української РСР[9]
- 12.03.1941 — Косолапов Василь Михайлович (1911-?), Заступник начальника особливого відділу НКВС Чорноморського флоту
- 29.03.1941 — Матвєєв Олександр Павлович (1905—1946), нарком внутрішніх справ Білоруської РСР
- 29.03.1941 — Мурро Андрій Андрійович (1903—1941), нарком внутрішніх справ Естонської РСР
- 29.03.1941 — Якубов Мір-Теймур Мір-Алекпер огли (1904—1970), нарком внутрішніх справ Азербайджанської РСР[4]
- 09.07.1941 — Завенягін Авраамій Павлович (1901—1956), заступник наркома внутрішніх справ СРСР[9]
- 09.07.1941 — Обручников Борис Павлович (1905—1988), заступник наркома внутрішніх справ СРСР по кадрам[9]
- 09.07.1941 — Сафразьян Леон Богданович (1893—1954), заступник наркома внутрішніх справ СРСР[9]
- 12.07.1941 — Баштаков Леонід Фокич (1900—1970), начальник 2-го відділу НКДБ СРСР[4]
- 12.07.1941 — Влодзімірський Лев Омелянович (1903—1953), начальник слідчої частини НКДБ СРСР[4]
- 12.07.1941 — Грибов Михайло Васильович (1905—1992), заступник наркома державної безпеки СРСР по кадрам[4]
- 12.07.1941 — Давидов Олександр Михайлович (1899—1980), начальник адміністративно-господарського та фінансового відділу НКДБ СРСР[4]
- 12.07.1941 — Райхман Леонід Федорович (1908—1990), заступник начальника 2-го управління НКДБ СРСР[4]
- 18.07.1941 — Копитцев Олексій Іванович (1912—1987), начальник 5-го відділу НКДБ СРСР[4]
- 19.07.1941 — Базилевич Яким Володимирович (1904—1942), заступник начальник особливого відділу НКВС Південного фронту
- 19.07.1941 — Бегма Павло Георгійович (1902—1975), заступник начальника особливого відділу НКВС Західного фронту
- 19.07.1941 — Ханніков Микола Георгійович (1896—1948), заступник начальника особливого відділу НКВС Північно-Західного фронту[4]
- 19.07.1941 — Якунчиков Микола Олексійович (? -1941), Заступник начальника особливого відділу НКВС Південно-Західного фронту
- 28.07.1941 — Русак Іван Тимофійович (1906—1987), начальник особливого відділу НКВС Московського військового округу[4]
- 08.08.1941 — Судоплатов Павло Анатолійович (1907—1996), заступник начальника 1-го управління НКВС СРСР[9]
- 13.08.1941 — Ейтінгон Наум Ісакович (1899—1981), заступник начальника 1 управління НКВС СРСР[4]
- 15.08.1941 — Леонтьєв Олександр Михайлович (1902—1960), начальник 2-го відділу і заступник начальника 1 управління ГУПВ НКВС СРСР[4]
- 06.09.1941 — Кобулов Амаяк Захарович (1906—1955), нарком внутрішніх справ Узбецької РСР[9]
- 10.09.1941 — Тутушкін Федір Якович (1900—1959), заступник начальника Управління особливих відділів НКВС СРСР[4]
- 20.09.1941 — Осетров Микола Олексійович (1905—1992), заступник начальника Управління особливих відділів НКВС СРСР[4]
- 22.09.1941 — Чесноков Олександр Миколайович (1900—1991), заступник начальника УНКВС Хабаровського краю[4]
- 30.09.1941 — Мельников Микола Дмитрович (1905—1944), заступник начальника 1-го управління НКВС СРСР[4]
- 21.11.1941 — Селивановський Микола Миколайович (1901—1997), начальник особливого відділу НКВС Південно-Західного фронту[9]
- 03.01.1942 — Корольов Микола Андріанович (1907—1986), начальник особливого відділу НКВС Північно-Західного фронту[4]
- 08.01.1942 — Вадіс Олександр Анатолійович (1906—1968), начальник особливого відділу НКВС Брянського фронту[4]
- 10.01.1942 — Павлов Ілля Семенович (1899—1964), начальник особливого відділу НКВС Карельського фронту[4]
- 16.02.1942 — Кравченко Валентин Олександрович (1906—1956), начальник 4 спеціального відділу НКВС СРСР[4]
- 23.02.1942 — Сиднєв Олексій Матвійович (1907—1958), заступник начальника особливого відділу НКВС Ленінградського фронту [4]
- 10.04.1942 — Мартиросов Георгій Йосипович (1906?), Нарком внутрішніх справ Вірменської РСР[4]
- 13.04.1942 — Рухадзе Микола Максимович (1905—1955), начальник особливого відділу НКВС Закавказького фронту[4]
- 05.05.1942 — Гагуа Іларіон Авксентійович (1900—1951), нарком внутрішніх справ Абхазької АРСР[4]
- 11.05.1942 — Давліанідзе Сергій Семенович (1904—1967), начальник транспортного відділу НКВС Закавказької залізниці[4]
- 26.05.1942 — Бабич Ісай Якович (1902—1948), начальник особливого відділу Північно-Західного фронту[4]
- 26.05.1942 — Зеленін Павло Васильович (1902—1965), начальник особливого відділу НКВС Південного фронту[4]
- 26.05.1942 — Мельников Дмитро Іванович (1906—1956), начальник особливого відділу НКВС Ленінградського фронту[4]
- 04.06.1942 — Клепов Сергій Олексійович (1900—1972), начальник УНКВС Орджонікідзевського краю [4]
- 12.06.1942 — Маркарян Рубен Амбарцумович (1896—1956), заступник наркома внутрішніх справ Азербайджанської РСР з оперативної роботи[4]
- 25.06.1942 — Москаленко Іван Іванович (1907—1982), начальник 1-го відділу і помічник начальника Управління особливих відділів НКВС СРСР[4]
- 02.07.1942 — Бистров Олександр Семенович (1904—1964), начальник особливого відділу НКВС Ленінградського фронту[4]
- 02.07.1942 — Воронін Олександр Іванович (1908—1990), начальник УНКВС Сталінградської області[9]
- 14.07.1942 — Железніков Микола Іванович (1906—1974), начальник особливого відділу НКВС Середньоазійського військового округу[4]
- 05.08.1942 — Блінов Афанасій Сергійович (1904—1961), начальник УНКВС Куйбишевської області[9]
- 28.09.1942 — Виноградов Валентин Васильович (1906—1980), начальник особливого відділу НКВС Тихоокеанського флоту[4]
- 28.09.1942 — Єрмолаєв Микола Дмитрович (1905—1958), начальник особливого відділу НКВС Чорноморського флоту[4]
- 28.09.1942 — Лебедєв Олексій Павлович (1906—1968), начальник особливого відділу НКВС Балтійського флоту[4]
- 15.11.1942 — Шевельов Іван Григорович (1904—1998), начальник 5-го управління НКВС СРСР[4]